# Główna Kwatera
Główna Kwatera – organ wykonawczy w organizacjach harcerskich. Na czele Głównej Kwatery stoi Naczelnik.

## W przeszłości
W okresie przed odzyskaniem przez Polskę niepodległości w 1918 funkcjonowały:
- Główna Kwatera Żeńska - w 1917-1918 organ wykonawczy Komendy Naczelnej Związku Harcerstwa Polskiego w byłym zaborze rosyjskim, na jej czele stała Helena Gepnerówna;
- Główna Kwatera Męska - analogicznie w harcerstwie męskim, na jej czele stał Piotr Olewiński;
- Główna Kwatera Skautowa na Rzeszę Niemiecką - w latach 1916-1919 najwyższa władza polskiego skautingu w zaborze pruskim: na obszarze Wielkopolski, Kujaw, Pomorza, w Berlinie i Westfalii.

W okresie międzywojennym i w 1945-1948 w Związku Harcerstwa Polskiego działały:
- Główna Kwatera Harcerek – organ wykonawczy Organizacji Harcerek, na jej czele stała Naczelniczka Harcerek;
- Główna Kwatera Harcerzy – organ wykonawczy Organizacji Harcerzy Związku Harcerstwa Polskiego, na jej czele stał Naczelnik Harcerzy.

W Szarych Szeregach Główna Kwatera nosiła kryptonim
- Pasieka.

W okresie 1919–1950 najwyższą władzą ZHP było Naczelnictwo ZHP, skupiające organizację męską i żeńską oraz Organizację Przyjaciół Harcerstwa. Na czele Naczelnictwa stał Przewodniczący ZHP. W 1948 obie główne kwatery połączyły się z Naczelnictwem w jedną władzę, jednocześnie zlikwidowano podział harcerstwa na część męską i żeńską.
W okresie od Krajowego Zjazdu Działaczy Harcerskich (Zjazdu Łódzkiego) w 1956 do III Zjazdu ZHP w 1964 funkcjonowała
- Główna Kwatera Harcerstwa - organ wykonawczy Naczelnej Rady Harcerskiej; na jej czele stał Naczelnik Harcerstwa Zofia Zakrzewska.

## Współcześnie
Od 1964 w Związku Harcerstwa Polskiego działa
- Główna Kwatera ZHP - organ wykonawczy ZHP; na jej czele stoi Naczelnik ZHP.

W Związku Harcerstwa Rzeczypospolitej funkcjonują:
- Główna Kwatera Harcerek - organ wykonawczy Organizacji Harcerek, kieruje nią Naczelniczka Harcerek. W skład GKH-ek wchodzą: Komisja Harcmistrzyń, Centralna Szkoła Instruktorska, wydziały i inne jednostki metodyczne.
- Główna Kwatera Harcerzy - organ wykonawczy Organizacji Harcerzy, kieruje nią Naczelnik Harcerzy. W skład GKH-y wchodzą: Komisja Harcmistrzowska, Centralna Szkoła Instruktorska, wydziały i inne jednostki metodyczne.

Jednocześnie Naczelniczka Harcerek oraz Naczelnik Harcerzy wraz z Przewodniczącym ZHR i 8 osobami wybranymi przez Radę Naczelną tworzą Naczelnictwo ZHR.